# Korstjärnsmyran
Korstjärnsmyran är ett  naturreservat  i Timrå kommun. Reservatet inrättades 2014 och omfattar 280 hektar av öppna myrar och brandpräglad gammelskog.

## Beskrivning[4]
I norra delen av reservatet ligger Stor-Korstjärnen och Korstjärnsmyran. Korstjärnsmyran är en stor myr med öppna kärr i de centrala delarna. Kanterna utgörs av en mosaik av skogbevuxen myr, torrare mossar och blötare delar med kärr. På en av flera senvuxna tallar finns gamla ristningar.
Längre söderut finns de fyra små Stenbittjärnarna med häckande gulärla, ljungpipare, storspov, tofsvipa och trana.
Skogarna består av brandpräglad barrblandskog med tallar som är två- till trehundra år gamla och enstaka som är ännu äldre. Det finns planer på att naturvårdsbränna i reservatet för att bibehålla områdets karaktär.
Terrängen i söder har en större andel lövträd – asp och sälg som gynnats av de återkommande skogsbränderna.
Rödlistade arter som påträffats i området är bland annat garnlav, lunglav, rosenticka och ullticka.